# Aphantopus albipunctata
Aphantopus albipunctata är en fjärilsart som beskrevs av Boldt 1936. Aphantopus albipunctata ingår i släktet Aphantopus och familjen praktfjärilar. Inga underarter finns listade i Catalogue of Life.